# 分水梁氏碉楼
28°11′59″N 121°13′03″E / 28.19979°N 121.21748°E
分水梁氏碉楼，又称梁氏碉楼，是一座位于中华人民共和国浙江省玉环市（县级市，由台州市代管）的碉楼，坐落在该市的芦浦镇分水村蔡家芦岙路，属于文物保护单位玉环碉楼群之一。这座碉楼是当地大户梁家辉为防土匪敲诈勒索而建造的。

## 历史背景
玉环地处海岛，地理位置偏僻。据《纪恩诗》摩崖石刻的记载，明洪武二十年（1387年）至清顺治十八年（1661年），因倭寇扰边，玉环全境陆续被迁弃；后于1728年建置玉环厅，玉环始有独立建制。玉环厅首任同知为张坦熊，他招来邻近各县居民、游民五万余人，垦地六七万亩。经过两百年的发展，玉环农村地区出现贫富差距。而在冷兵器年代终结后，火器的使用逐渐广泛，盗匪对子弹等的使用对民众特别是富绅生命造成更大的威胁。民国年代，沿海匪患猖獗，民众尤其是富绅出于自卫，纷纷修建了碉楼这种堡垒式的建筑物。而芦浦镇分水村里以梁姓人为主，这里过去盐业较发达，有盐场。盐在当时是受保护的特供品，需要由盐兵把守，进行看管，以防丢失。所以分水村这一带，经常有盐兵出没。盐兵所吃的猪肉是公价供应，有一年，盐兵买了私价的猪肉，非常不满，局势最终升级到盐兵带枪冲闯猪肉供应点，闹得鸡犬不宁，给当地的百姓带来不安宁。这座碉楼便是当地大户梁家辉为防土匪敲诈勒索和村内不安而建造的，于民国十八年（1929年）修建。碉楼处在分水村中的视野开阔地，碉楼内的守护人员可以通过碉楼上的孔洞来观察、瞭望，监视周边的动静。一旦发现敌情，就可以马上召集家丁从射击孔开火射击。

## 建筑结构
分水梁氏碉楼坐西朝东，具体方向为约近正东方向。占地面积约29平方米，共三层，每层高约7米，下宽上收，有木楼梯连接各层。为石木结构，墙体用不规则块石垒砌而成，厚约0.9米，坚固厚实。灰塑别具一格，饰有沿海多见的大黄鱼。顶部因年久失修而已坍塌，木柱及楼板腐烂。

## 现状
1949年，解放军占领玉环后，分水梁氏碉楼曾被民兵征用。后来被闲置，用于堆放杂物。分水梁氏碉楼是民国时期的历史产物，富有地方特色和乡土气息，对研究地方史、文化等具有较高的价值。2011年1月7日，包含分水梁氏碉楼的玉环碉楼群，被浙江省人民政府公布为第六批浙江省文物保护单位。